# Tropaeolum crenatiflorum
Tropaeolum crenatiflorum là một loài thực vật có hoa trong họ Tropaeolaceae. Loài này được Hook. miêu tả khoa học đầu tiên năm 1846.